# Wollstonecraft (krater)
För andra betydelser, se Wollstonecraft.
Wollstonecraft är en nedslagskrater på planeten Venus. Wollstonecraft har fått sitt namn efter den brittiska författaren och kvinnorättsaktivisten Mary Wollstonecraft.
Kratern har en diameter på ungefär 44 km.